# Кондао (аеропорт)
Аеропорт Кондао (в'єт. Sân bay Cỏ Ống), (IATA: VCS, ICAO: VVCS) — в'єтнамський комерційний аеропорт, розташований на острові Кондао однойменного архіпелагу.

## Авіакомпанії й пункти призначення
| Авіакомпанія                     | Місто прибуття (аеропорт) |
| -------------------------------- | ------------------------- |
| Air Mekong                       | Хошимін                   |
| Vietnam Aviation Service Company | Хошимін                   |